# Хань Цзюнь
Хань Цзюнь (кит. 韩俊, род. ноябрь 1963, Гаоцин, Шаньдун) — китайский государственный и политический деятель, секретарь (глава) парткома КПК провинции Аньхой с 14 марта 2023 года.
Кандидат в члены ЦК КПК 19-го созыва, член Центрального комитета Компартии Китая 20-го созыва.
Ранее губернатор провинции Цзилинь (2020—2023).

## Биография
Родился в ноябре 1963 года в уезде Гаоцин, провинция Шаньдун.
С сентября 1979 по июль 1983 гг. проходил обучение на факультете экономики сельского хозяйства Шаньдунского сельскохозяйственного университета, по окончании получил диплом бакалавра по основной специальности. С сентября 1983 по июль 1986 гг. — магистрант кафедры экономики сельского хозяйства Северо-Западного аграрного университета. С июля 1986 по 1989 гг. — аспирантура Северо-Западного аграрного университета (ныне Северо-Западный университет сельского и лесного хозяйства), после успешной защиты диссертации получил степень доктора философии (PhD) в сельскохозяйственных науках.
В мае 1989 года принят на работу в отдел развития села Исследовательского центра по вопросам развития при Госсовете КНР. В декабре 1989 года переведён в Институт развития сельских районов Академии общественных наук КНР, где последовательно занимал должности заместителя заведующего отделом, заведующего отделом, заместителя главного редактора журнала «Сельская экономика в Китае». В марте 2001 года — заведующий отделом экономических исследований села в Исследовательском центре по вопросам развития при Госсовете КНР. С марта 2006 по январь 2007 гг. без отрыва от основной работы обучался на курсах повышения квалификации при Центральной партийной школе КПК. В октябре 2008 года назначен директором департамента экономических исследований в сельской местности и принят в состав партотделения Исследовательского центра. В ноябре 2010 года повышен до заместителя главы Исследовательского центра.
В октябре 2014 года переведён заместителем заведующего Канцелярией центральной руководящей группы по финансовым и экономическим делам ЦК КПК. 24 февраля 2018 года избран депутатом Всекитайского собрания народных представителей 13-го созыва.
В марте 2018 года вступил в должность заместителя министра вновь образованного Министерства сельского хозяйства и сельских дел КНР, одновременно — заместитель секретаря партбюро КПК министерства.
В ноябре 2020 года направлен первым по перечислению заместителем секретаря парткома КПК в провинцию Цзилинь. 25 ноября 2020 года решением 25-й сессии Постоянного комитета Собрания народных представителей провинции Цзилинь 13-го созыва назначен вице-губернатором и одновременно исполняющим обязанности губернатора провинции. В январе следующего года утверждён в должности губернатора на очередной сессии СНП провинции Цзилинь.
14 марта 2023 года решением Центрального комитета Компартии Китая назначен на высшую региональную позицию секретарём парткома КПК провинции Аньхой.